# District de Qingxiu
Le district de Qingxiu (青秀区 ; pinyin : Qīngxiù Qū) est une subdivision administrative de la région autonome du Guangxi en Chine. Il est placé sous la juridiction de la ville-préfecture de Nanning. Sa population est de 589 830 habitants (2009).